# Leioproctus alienus
Leioproctus alienus là một loài Hymenoptera trong họ Colletidae. Loài này được Smith mô tả khoa học năm 1853.